# シティ・オブ・カーライル
シティ・オブ・カーライル （City of Carlisle）は、イギリスのカンブリアにかつて存在したシティかつ非都市ディストリクト。人口は107,524人（2011年国勢調査）。シティの中心エリアはカーライル。
2023年4月1日に新しく発足した単一自治体であるカンバーランドに編入された。

## スポーツ
- カーライル・ユナイテッドFC

## 出身人物
- デヴィッド・キング - フィギュアスケート選手
- ナンシー・ローパー - 看護士
- マイク・フィギス - 映画監督、脚本家

## 姉妹都市
- フレンスブルク,  ドイツ
- スウプスク , ポーランド

Carlisle City Councilサイトを参照